# مقدمة في أصول التفسير (كتاب)
مقدمة في أصول التفسير كتاب موجَز في أصول التفسير، ألفه ابن تيمية، تضمن القواعد التي يجب أن يعتمد عليها المفسرون في تفسيرهم للقرآن وفهمه. فموضوع الكتاب هو ذكر للقواعد والأصول التي ينبني عليها فهم القرآن بمعنى أن من أحاط علما بهذه القواعد سهل عليه فهم القرآن.

## أهمية الكتاب
هو من أهم ما كتبه ابن تيمية بيانًا على منهجه في التفسير وأصوله عنده، فقد ضمَّنها القواعد الأساسية التي تفتح طريق فهم القرآن، وتضع بين يدي المفسِّر أصول الموازنة والترجيح بين الأقوال والآراء، وتعصمه من الخطأ والزلل.
ويبدو أنه وضع هذه الرسالة بعد أن قطع شوطا كبيرا في تفسير القرآن؛ ذلك أن ابن تيمية كان يجلس في صبيحة كل جمعة على الناس يفسر القرآن. وسبب تأليفها أن بعض طلاب الشيخ رغب أن يُوقفه على طريق التفسير، وأن يبين له سبيل التمييز فيه بين الحق وأنواع الأباطيل، فكأن هذا الطالب فطن إلى أن شيخه له في التفسير قواعدُ كليةٌ وأصولٌ كبرى لا يتجاوزها، فأراد من شيخه بيانَها، وتبيانَ الدليل الفاصل بين الأقاويل.

## محتويات الكتاب
يشمل الكتاب على خمسة فصول رئيسية:

### الفصل الأول
بيَّن فيه أن النبي قد أوضح معاني القرآن للصحابة كما بيَّن لهم ألفاظه.

### الفصل الثاني
تحدث فيه عن الخلاف الواقع بين السلف في التفسير، وذكر أنه خلافٌ قليل وغالبه من خلاف تنوع لا تضاد، كما أوضح فيه أهمية الوقوف على أسباب النزول للمفسِّر.

### الفصل الثالث
تحدث فيه عن مسائل في علوم الحديث وأثرها في اختلاف المفسِّرين، وتحدث عن الإسرائيليات، ومدارس التفسير الأثرية وأعلامها.

### الفصل الرابع
تحدث فيه عن الخلاف الواقع بين المفسِّرين من جهة الرأي والاستدلال، وينص على أن هذا إنما حدث بعد تفسير الصحابة والتابعين وتابعيهم، وتحدث عن تفاسير المعتزلة، وأصولهم، وكذا ضلالات الرافضة والفلاسفة والقرامطة، ويحمِّل المعتزلة مسؤولية الفرق الأخرى كونهم عبَّدوا لهم الطريق.
ثم يبين ابن تيمية أصح طرق التفسير، وهي تفسير القرآن بالقرآن، ثم القرآن بالسنة، ثم بأقوال الصحابة.

### الفصل الخامس
فيه حديث عن منزلة الصحابة في تفسير القرآن، خاصة ابنَ مسعود وابن عباس، وأقسام المرويات الإسرائيلية وما يقبل وما يردُّ منها، ثم يختم بالحديث عن حكم التفسير بمجرد الرأي، وينقل أقوال السلف في ذلك.

## شروح الكتاب
كتب العديد من العلماء شروحات لكتاب مقدمة في علم التفسير، منها:
- شرح مقدمة التفسير لابن عثيمين 